# Antenociticus
Antenociticus, auch Anociticus, ist der Name einer keltischen Gottheit, die in Britannien verehrt wurde. Es handelt sich dabei um einen altbritannischen Lokalgott.

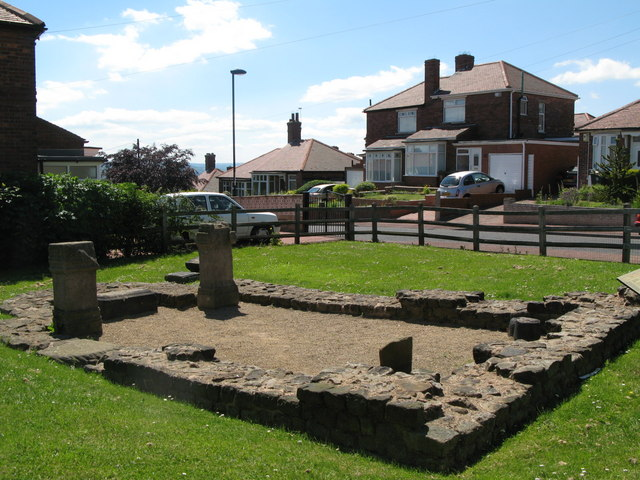
Tempel des Antenociticus

## Lokalisierung
In einem Tempel des römischen Forts Condercum am Hadrianswall, in der Nähe des heutigen Benwell im Westen von Newcastle upon Tyne befinden sich drei dem Antenociticus geweihte Altäre. Neben den Weiheinschriften auf diesen Altären (RIB 1327–1329) wurden 1862 auch Reste einer lebensgroßen Statue des Gottes gefunden, darunter Unterschenkel, Oberarm und der Kopf, alles aus Sandstein. Der Hals ist mit einem Torques (Schmuckring) geschmückt. Dieser Kopf mit der angeblich an Hörner erinnernden Frisur – was allerdings nicht von allen Keltologen so gesehen wird – weist gleichzeitig deutliche Stilelemente der Latènezeit und mediterraner Steinmetzkunst auf. Diese Artefakte befinden sich heute im Great North Museum von Newcastle upon Tyne.